# Astragalus solandri
Astragalus solandri es una especie de planta herbácea perteneciente a la familia de las leguminosas. Es originaria del Norte de África.

## Descripción
Astragalus solandri es una especie de planta anual, ramosa desde la base con pelos blancos (también pelos negros en la inflorescencia), alcanza de 5 a 45 cm de altura, postrada a ascendente. Es nativa de las islas Canarias y  también vive en zonas del litoral atlántico de Marruecos, creciendo en zonas arenosas próximas al mar. 

## Distribución y hábitat
Se encuentra en suelos de arena y grava arcillosa-arenosa junto con Euphorbia balsamifera y Euphorbia echinus en las Islas Canarias, Madeira y Marruecos.

## Etimología
Astragalus: nombre genérico que deriva del griego astrágalos, nombre que se daba a una leguminosa.
solandri: especie dedicada a Daniel Carl Solander (1733-1782), botánico discípulo de Linneo.

## Sinonimia
- Astragalus bubaloceras Maire
- Astragalus solandri var. bubaloceras (Maire) Emb. & Maire.[1]

## Nombre común
Se conoce como "chabusquillo". 